# Xe tự hành Mặt Trăng
Xe tự hành Mặt Trăng là một phương tiện thám hiểm không gian được thiết kế để di chuyển trên bề mặt Mặt Trăng. Lunar Roving Vehicle của chương trình Apollo được lái bởi các thành viên phi hành đoàn thuộc Apollo 15, 16 và 17. Trong khi đó, một số xe tự hành khác được thiết kế để tự hoạt động một phần hoặc hoàn toàn, chẳng hạn như Lunokhod của Liên Xô và Thỏ Ngọc của Trung Quốc. Có bốn quốc gia đã vận hành thành công xe tự hành trên Mặt Trăng: Liên Xô, Hoa Kỳ và Trung Quốc và Ấn Độ. Nhật Bản và Hy Lạp hiện đang có các sứ mệnh đã lên kế hoạch.

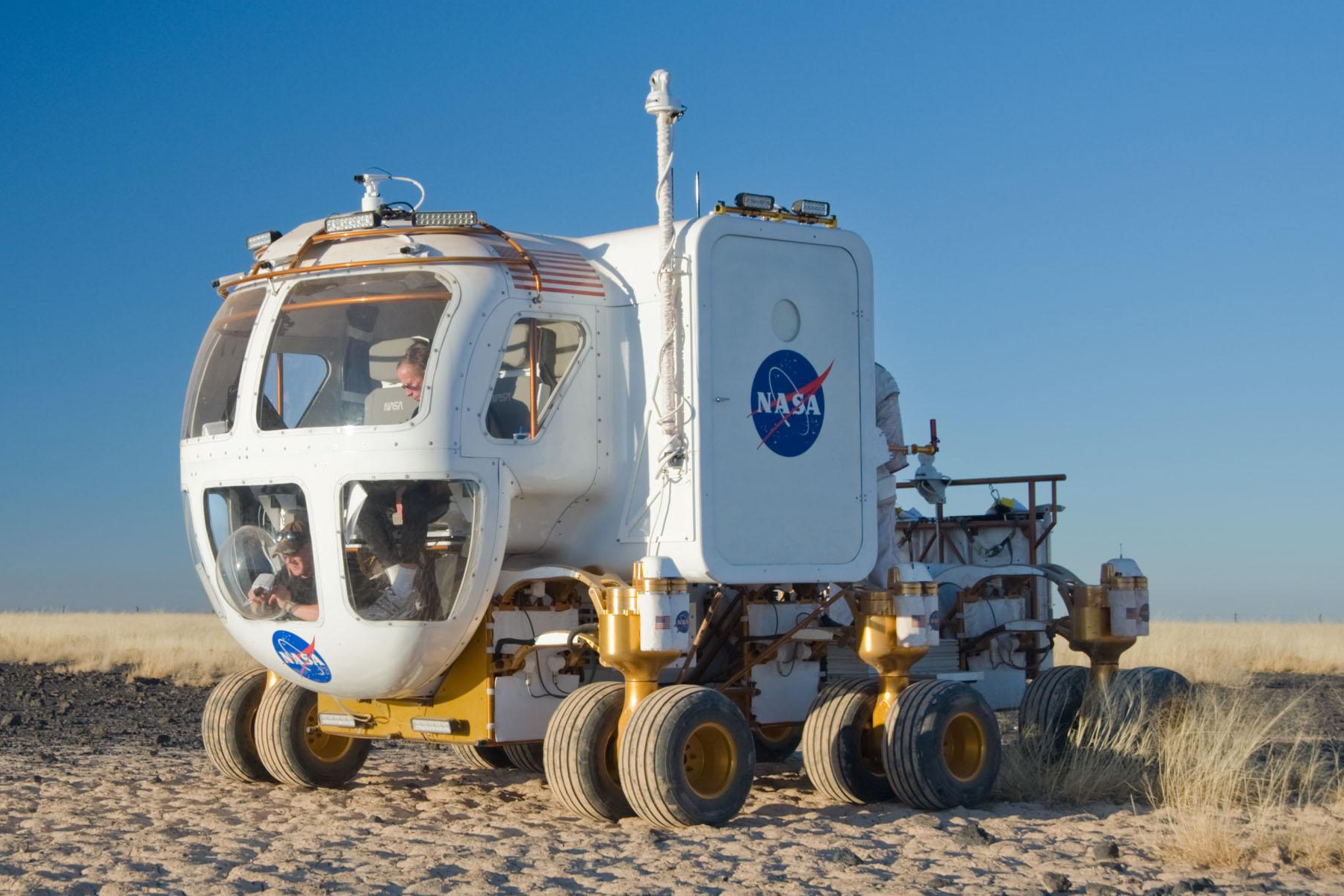
Thử nghiệm Lunar Electric Rover trên sa mạc, 2008.